# Olympique Gymnaste Club de Nice 1955-1956
Questa voce raccoglie le informazioni riguardanti l'Olympique Gymnaste Club de Nice nelle competizioni ufficiali della stagione 1955-1956.

## Maglie
| Manica sinistra · Manica sinistra · Maglietta · Maglietta · Manica destra · Manica destra · Pantaloncini · Calzettoni |

## Rosa
| N. |                      | Ruolo | Calciatore         |
| -- | -------------------- | ----- | ------------------ |
|    | Francia (bandiera)   | P     | Dominique Colonna  |
|    | Francia (bandiera)   | P     | Babkin Hairabedian |
|    | Francia (bandiera)   | D     | Gilbert Bonvin     |
|    | Francia (bandiera)   | D     | Rémy Fronzoni      |
|    | Argentina (bandiera) | D     | Pancho González    |
|    | Francia (bandiera)   | D     | Alphonse Martínez  |
|    | Italia (bandiera)    | D     | Aleardo Nani       |
|    | Francia (bandiera)   | D     | Guy Poitevin       |
|    | Brasile (bandiera)   | C     | Brandãozinho II    |

| N. |                        | Ruolo | Calciatore          |
| -- | ---------------------- | ----- | ------------------- |
|    | Francia (bandiera)     | C     | Jean Luciano        |
|    | Francia (bandiera)     | C     | François Milazzo    |
|    | Francia (bandiera)     | A     | Jean-Pierre Alba    |
|    | Marocco (bandiera)     | A     | Mohammed Abderrazak |
|    | Argentina (bandiera)   | A     | Rubén Bravo         |
|    | Francia (bandiera)     | A     | Robert Brun         |
|    | Francia (bandiera)     | A     | Just Fontaine       |
|    | Lussemburgo (bandiera) | A     | Vic Nurenberg       |
|    | Francia (bandiera)     | A     | Joseph Ujlaki       |